# Entychides
Entychides là một chi nhện trong họ Euctenizidae.

## Các loài
- Entychides arizonicus Gertsch & Wallace, 1936
- Entychides aurantiacus Simon, 1888
- Entychides dugesi Simon, 1888
- Entychides guadalupensis Simon, 1888